# Louis Joseph Troost
Louis Joseph Troost (1825 - 30 de setembro de 1911) foi um químico francês.
Eleito membro da Académie des Sciences em 1884, ele se tornou conhecido através da investigação sobre as densidades de vapor e hidretos metálicos.

## Principais publicações
- Recherches sur le lithium et ses composés. Propositions de physique données par la Faculté, thèses, 1857 PDF
- Traité élémentaire de chimie comprenant les principales applications à l'hygiène, aux arts et à l'industrie, 1865
  - 12e édition, 1897 : Traité élémentaire de chimie PDF
- Précis de chimie, 1867 PDF
  - 26e édition, 1895 : Précis de chimie : notation atomique PDF